# Ludwig Yorck von Wartenburg
Johann David Ludwig Graf Yorck von Wartenburg (26 de septiembre de 1759 - 4 de octubre de 1830) fue un mariscal de campo (Generalfeldmarschall) prusiano instrumental en el cambio de alianzas entre el Reino de Prusia con Francia en favor de Rusia durante la Guerra de la Sexta Coalición. La "Yorckscher Marsch" de Ludwig van Beethoven fue nombrada en su honor.
El apellido del mariscal es Yorck; Wartenburg es un apéndice al apellido en honor a la batalla del mismo nombre como título de distinción (e.g. Montgomery del Alamein).

## Antecedentes
El padre de Yorck, David Jonathan Jark (von Gostkowski), era nacido en Rowe en Pomerania (en la actualidad Rowy, Polonia), hijo de un Pastor luterano y era Hauptmann (capitán) en el ejército de Federico II de Prusia. La madre de Yorck era nacida en Potsdam. Su familia provenía de una pequeña finca en Gostkow y trazaba sus orígenes en los casubios de Pomerania. Yorck era nacido en Potsdam y cambió su nombre de Jark a Yorck para hacerlo más parecido al inglés (York) y abandonó el "von Gostkowski".

## Carrera
Yorck entró en el Ejército prusiano en 1772, pero después de siete años de servicio fue degradado por desobediencia, habiendo criticado a su superior por sus métodos de reclutamiento. Entró en el servicio holandés tres años más tarde para tomar parte en las operaciones de 1783-84 en las Indias Orientales como capitán. Tomó parte con el ejército francés en una batalla contra tropas británicas en Ciudad del Cabo. Volviendo a Prusia en 1785, a la muerte de Federico el Grande, fue reincorporado a su antiguo servicio, y en 1794 tomó parte en las operaciones en Polonia durante el levantamiento de Kościuszko, distinguiéndose especialmente en Szczekociny.
Cinco años más tarde Yorck empezó a hacerse un nombre como comandante de un regimiento de infantería ligera, siendo uno de los primeros en dar preeminencia al entrenamiento de los hostigadores. En 1805 fue seleccionado para ser comandante de una brigada de infantería, y en la desastrosa campaña de Jena jugó una parte conspicua y exitosa como comandante de retaguardia, especialmente en Altenzaun. Fue hecho prisionero, herido gravemente, en la última posición del cuerpo de Blücher en Lübeck.
En la reorganización del ejército prusiano que siguió al Tratado de Tilsit, Yorck fue una de las figuras destacadas. En un principio como mayor-general al mando de la brigada de Prusia Occidental, más adelante como inspector-general de infantería ligera, finalmente fue seleccionado como segundo en el mando del General Grawert, el líder del cuerpo de auxiliares que Prusia fue obligada a enviar en apoyo de la campaña rusa de Napoleón. Los dos generales no se ponían de acuerdo, Grawert era un abierto partidario de la alianza con Francia, y Yorck un ardiente patriota, pero antes de que pasara mucho tiempo Grawert se retiró, y Yorck asumió el mando.
Opuesto en su avance sobre Riga por el General ruso Steingell, Yorck desplegó gran destreza en una serie de combates que acabaron con la retirada del enemigo hacia Riga. A lo largo de la campaña fue objeto de muchas aperturas por parte de los generales enemigos, y aunque hasta ese punto habían sido rechazadas, pronto se cercioró de que el Gran Ejército francés estaba condenado. El Mariscal MacDonald, su inmediato superior francés, retrocedió ante el cuerpo de Diebitsch, y Yorck se encontró aislado. Como soldado su obligación era abrirse paso, pero como patriota prusiano su posición era más difícil. Tenía que juzgar si el momento era favorable para la guerra de liberación; y, cualquiera que fuera el entusiasmo de los oficiales más jóvenes, Yorck no se hacía muchas ilusiones en cuanto a la seguridad de su propia cabeza. El 20 de diciembre el general tomó una decisión.
El armisticio de la Convención de Tauroggen, firmado por Diebitsch y Yorck sin el consentimiento de su propio rey, declaraba a los cuerpos prusianos "neutrales". La noticia fue recibida con salvaje entusiasmo, pero la corte prusiana no se atrevía todavía a quitarse la máscara, y fue despachada una orden suspendiendo a Yorck de su mando, pendiente de un consejo de guerra. Diebitsch se negó a dejar pasar al portador a través de sus líneas, y el general finalmente fue absuelto cuando el Tratado de Kalisz situó a Prusia al lado de los Aliados. El acto de Yorck no fue menos que el punto de inflexión en la historia prusiana. Sus veteranos formaron el núcleo de las fuerzas de Prusia Oriental, y el propio Yorck en público tomó el paso final de declarar la guerra a Napoleón como comandante de dichas fuerzas.

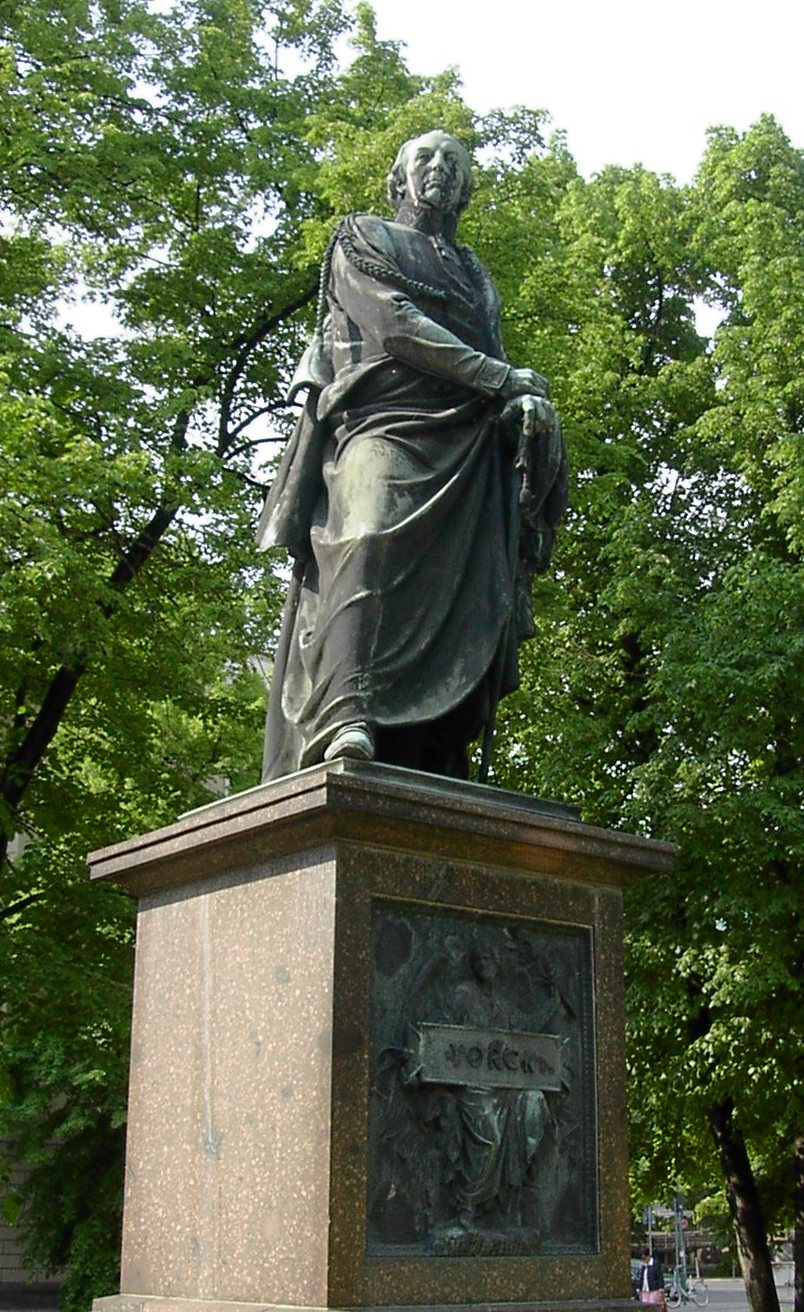
Estatua de Yorck von Wartenburg en el Unter den Linden, Berlín, por Christian Daniel Rauch.

El 17 de marzo de 1813, Yorck hizo su entrada en Berlín en medio de la más salvaje exuberancia de alegría patriótica. El mismo día el rey declaró la guerra. Durante 1813-14 Yorck lideró a sus veteranos con conspicuo suceso. Cubrió la retirada de Blücher después de Bautzen y tomó una parte decisiva en las batallas sobre el Katzbach. En el avance sobre
Leipzig su cuerpo ganó la acción en Wartenburg (4 de octubre) y tomó parte en la victoria de coronación en la Batalla de las Naciones el 18 de octubre. En la campaña en Francia, Yorck fue al rescate de los restos destrozados del cuerpo de Osten-Sacken en Montmirail, y decidió el día en Laón.
La toma de París fue la última lucha de Yorck. En la campaña de 1815 no fueron empleados ningunos de los antiguos hombres en el ejército de Blücher, con el propósito de que August von Gneisenau estuviera libre de asumir el mando en caso de la muerte del viejo príncipe. Yorck fue seleccionado para un cuerpo de reserva en Prusia, y sintiendo que sus servicios ya no serían requeridos, se retiró del ejército. Su maestro no aceptaría su renuncia por un tiempo considerable, y en 1821 lo hizo Mariscal de Campo (Generalfeldmarschall). Había sido elevado a Conde (Graf) Yorck von Wartenburg en 1814. El resto de su vida los pasó en su finca de Klein-Öls (en la actualidad Oleśnica Mała, Polonia) en Silesia, un regalo del rey. Una estatua de Christian Daniel Rauch fue erigida en honor a Yorck en Berlín en 1855. El antiguo club de fútbol Yorck Boyen Insterburg también fue nombrado en honor a Yorck.
La película Yorck de 1931 fue realizada sobre él con Werner Krauss interpretando al General.

## Descendientes notables
Yorck fue el bisabuelo del filósofo de finales del siglo XIX Paul Yorck von Wartenburg y tatara-tatara-abuelo de Peter Yorck von Wartenburg, un miembro de la resistencia durante la Alemania nazi.